# Maria Martinez (artista)
María Montoya Martínez (1887 – 1980) foi uma artista nativa norte-americana que produzia cerâmicas reconhecidas internacionalmente. Junto com o marido Julián Martínez, e outros membros da família, pesquisaram os estilos tradicionais de cerâmica dos índios Pueblo e suas técnicas para criar peças que refletem sua arte e artesanato.